# Силом одведен
Силом одведен (енгл. Kidnapped) је историјско-авантуристички роман који је написао шкотски писац Роберт Луис Стивенсон. Роман је био написан као „дечји (момачки) роман“ а први пут је објављен у часопису „Young Folks“ од маја до јула 1886. године. Убрзо након објављивања, роман је привукао велику пажњу многих писаца, као што су Хенри Џејмс, Хорхе Луис Борхес и Шејмус Хини.

## Радња
Радња романа се одвија у 19. веку и говори о познатим догађајима у Шкотској, као што су: Апинско убиство, које се одиграло у близини Балахулиша 1752. године као последица Јакобинског устанка. Већи број личности су стварне личности, међу којима је и један од главних ликова - Ален Брек Стјуарт.

## Ликови
Дејвид Балфур је оптужен да је учествовао у Апинском убиству, стварни историјски догађај. Ликови Ален Брек Стјуарт, Колин Рој Кембел, Џејмс Стјуарт од Глена, Клани Мекферсон и Робин Ојг Макгрегор били су стварни људи.

## Књижевна критика
Роман „Силом одведен“ је био добро прихваћен од стране шире публике за време Стивенсоновог живота, но након његове смрти велики број људи је књигу сматрао дечјом.